# Ioan Kemény
Ioan Kemény (în maghiară: János Kemény), (n. 14 decembrie 1607, Bichiș, Mureș, România – d. 23 ianuarie 1662, Daneș, Mureș, România) a fost principele Transilvaniei între 22 decembrie 1660 și 23 ianuarie 1662.

## Biografie
Kemény s-a născut la Bichiș (Mureș) în 1607, ca fiu al nobilului Boldizsár Kemény, din vestita familie Kemény.
A ocupat funcții diplomatice în timpul domniei lui Gabriel Bethlen apoi funcții militare in timpul domniei lui Gheorghe Rakoczi al II-lea.
În timpul unei expediții militare în Polonia, este făcut prizonier de către tătari în 1657 sau 1659.
Dus în Crimeea, este apoi răscumparat de rude în 1659.
În 1660 este ales principe al Transilvaniei, și confirmat în funcție de Dieta transilvană (1 ianuarie 1661) în locul lui Acațiu Barcsay. Neprimind confirmarea Înaltei Porți, îl ucide pe Acațiu Barcsay și pe cei frați ai săi, pregătindu-se de război.
La propunerea lui se hotărăște recunoașterea suzeranității habsburgice și ieșirea de sub suzeranitatea otomană.
Este nevoit să fugă din fața amenințării militare turcești, dar găsește sprijin la împăratul Leopold I, care îl ajută cu o armată de 36.000 soldați, sub comanda generalului Montecuccoli.
Între timp, datorită intervenției pașei Ali de la Timișoara, Poarta îl confirmă ca principe pe Mihai Apafi I. Ioan Kemény reacționează rapid și încearcă sa îl prindă pe Mihai Apafi I, sub asediu, la Sighișoara. Turcii intervin în ajutorul lui Mihai Apafi I și doi principi se înfruntă în bătălia de la Seleușul Mare, la 22-23 ianuarie 1662. Ioan Kemény cade în luptă iar în urma acestei victorii, oponentul său Mihai Apafi I devine noul principe al Transilvaniei.
Opera scrisă
Este autorul unor Memorii faimoase (publicate în anul 1856 de către Academia Ungară), o excepțională cronică a Transilvaniei pentru o perioadă de treizeci de ani. Corespondența sa cu domnitorii români  arată, cum scrie Ștefan J. Fay, “legătura inevitabilă dintre cele trei principate pentru salvgardarea lor reciprocă în fața presiunilor străine, precum și înțelesul adânc al Moștenirii lui Mihai Vodă Viteazul: gândul Regatului dac”. Mai mult decât atât, Ioan Kemény este unul dintre principii și voievozii pământeni care au înfruntat “teroarea istoriei” (expresia aparține lui Mircea Eliade), apărând Transilvania de pericolul transformării ei în pașalâc turcesc.
În lucrarea “Ioan Kemény. Memorii. Scrierea vieții sale”, ediție prefațată de Ștefan J. Fayn, în românește de Pap Francisc, având cuvânt înainte de acad. Camil Mureșanu (2002), Ștefan J. Fay îl consideră pe Ioan Kemény “un «Model» de cavaler al curajului, al cinstei, al măsurii în judecata politică și militară, al iubirii de pământul pe care s-a născut – comparabil cu cele mai frumoase chipuri de eroi ai Renașterii din țările apusene”. Cronicarul turc Evlia Celebi scria despre același Kemény că “a fost socotit în timpul vieții ca unul dintre cei mai de seamă bărbați politici ai Transilvaniei”, un om care “cunoștea toate științele filosofice și avea cunoștințe extraordinare și nemaipomenite”.